# Schuhhof 2 (Quedlinburg)

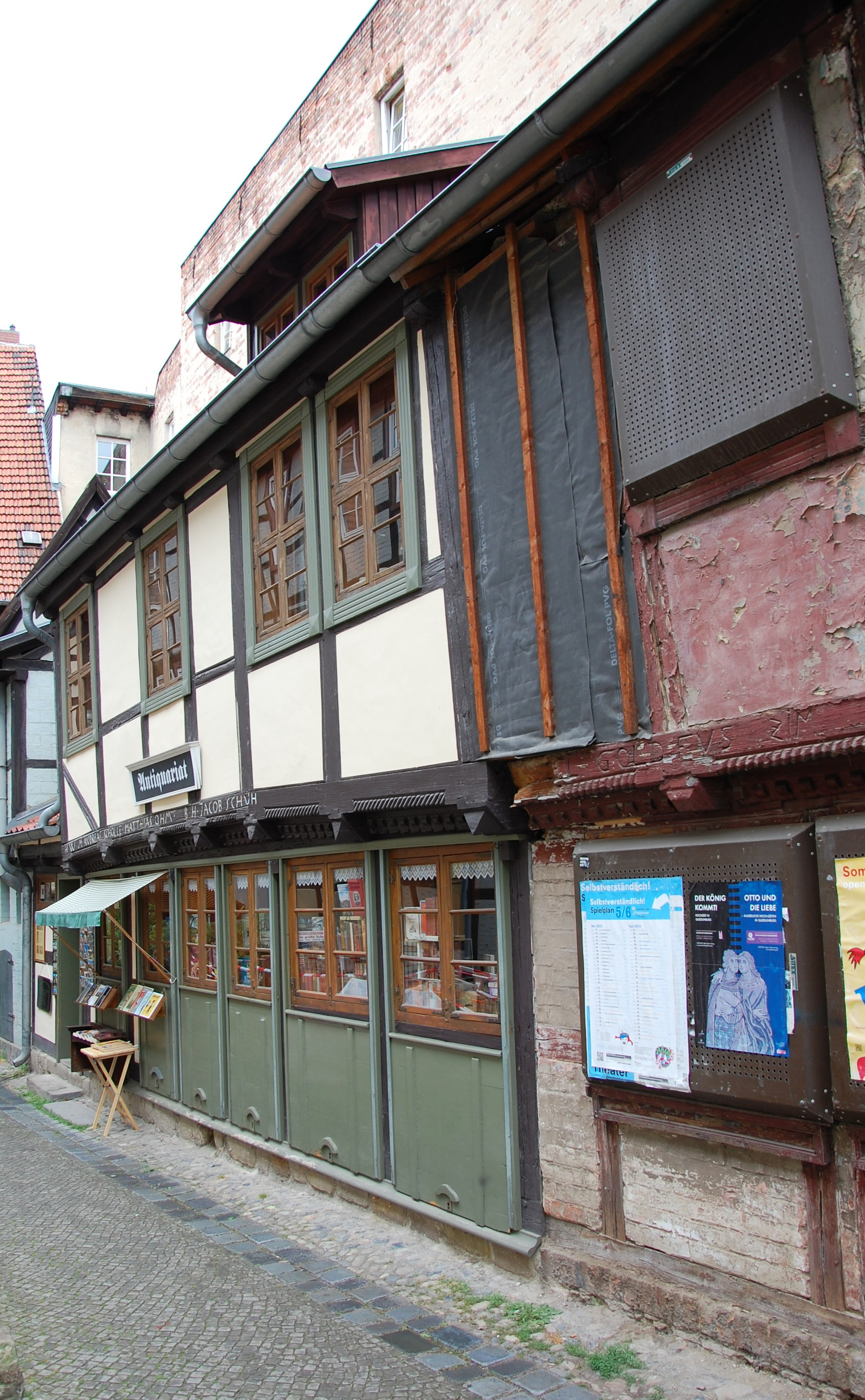
Haus Schuhhof 2

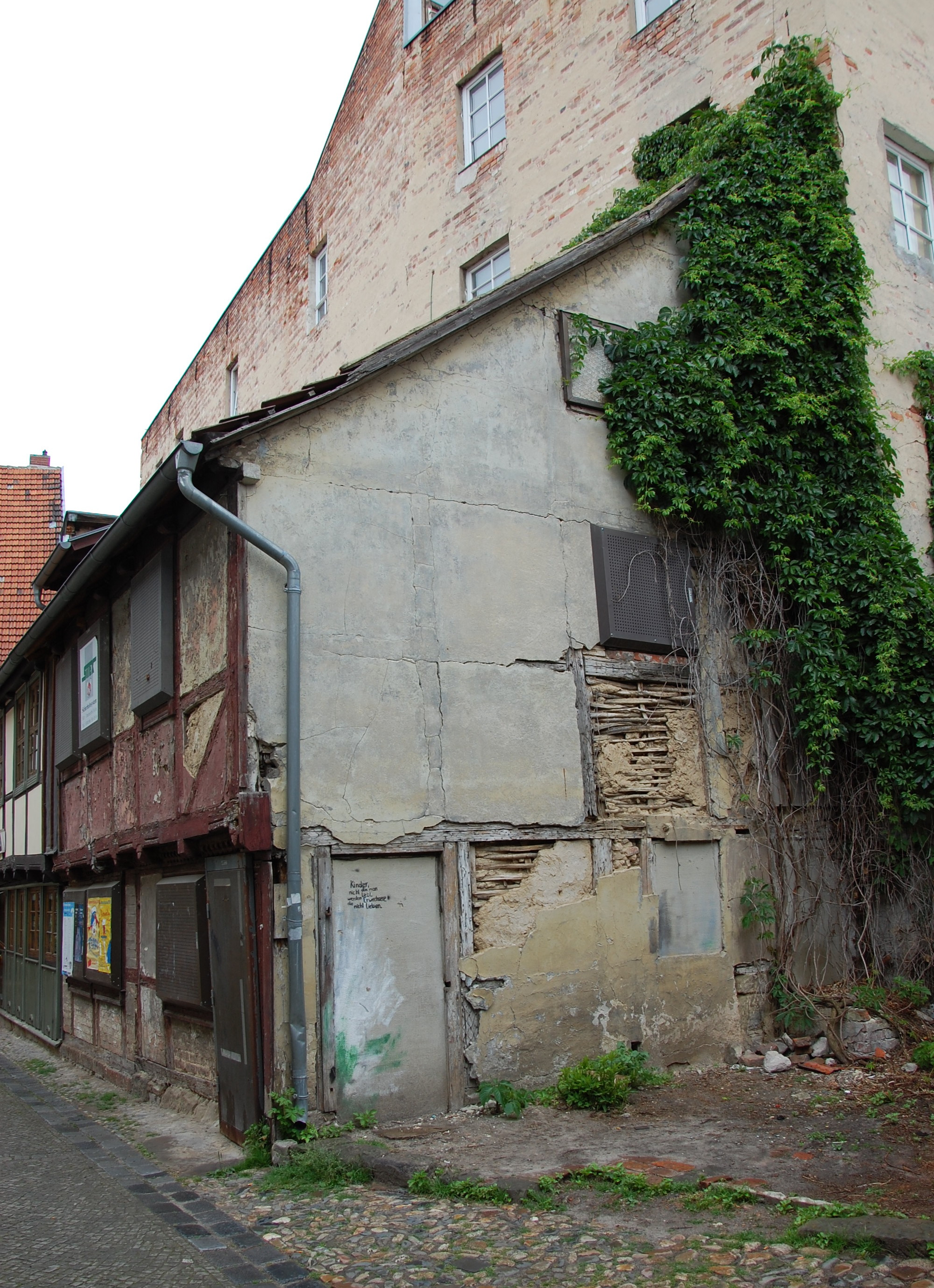
Sanierungsbedürftiger Ostteil, 2013

Das Haus Schuhhof 2 ist ein denkmalgeschütztes Gebäude in der Stadt Quedlinburg in Sachsen-Anhalt.

## Lage
Es befindet sich in einer kleinen Gasse östlich des Quedlinburger Marktplatzes. Westlich grenzt das gleichfalls denkmalgeschützte Haus Schuhhof 1 an.

## Architektur und Geschichte
Das kleine zweigeschossige Fachwerkhaus ist im Quedlinburger Denkmalverzeichnis als Handwerkerhaus eingetragen und gehört zum UNESCO-Weltkulturerbe. Es entstand in der Zeit um 1637 und soll als Wohnung und Werkstatt eines Schuhmachers gedient haben. Auf den Baumeister Gabriel Goldfuß verweist die Inschrift ...EL GOLDFUS ZIM. Die Stockschwelle des Gebäudes ist mit Taustäben verziert. Darüber hinaus finden sich Pyramidenbalkenköpfe. An den Fenstern des Erdgeschosses befinden sich Fensterläden, die als Verkaufsläden dienten.
Im westlichen Teil des Gebäudes ist heute (Stand 2013) ein Antiquariat untergebracht. Der Ostteil wurde 2017 vom Architekturbüro qbatur saniert (Außenhülle).